# Vebron
Vebron (okzitanisch Bebron) ist eine französische Gebirgsgemeinde mit 225 Einwohnern (Stand 1. Januar 2022) im Département Lozère in der Region Okzitanien. Sie ist bezüglich der Fläche die siebtgrößte im Département Lozère.

## Geografie
Vebron liegt in Südfrankreich im Nationalpark Cevennen am Rand des Causse Méjean im Tal des Flusses Tarnon, 74 Kilometer nordwestlich von Montpellier, dem Hauptort der Region Languedoc-Roussillon, und 42 Kilometer nordwestlich von Alès. Nachbargemeinden von Vebron sind Gorges du Tarn Causses mit Montbrun im Nordwesten, Saint-Laurent-de-Trèves im Nordosten, Rousses im Süden und Fraissinet-de-Fourques im Südwesten. Das Gemeindegebiet umfasst 6966 Hektar, die mittlere Höhe beträgt 926 Meter über dem Meeresspiegel, die Mairie steht auf einer Höhe von 665 Metern. Der Weiler Salgas liegt nördlich vom Ortskern im Tal des Tarn.
Vebron ist einer Klimazone des Typs Cfb (nach Köppen und Geiger) zugeordnet: Warmgemäßigtes Regenklima (C), vollfeucht (f), wärmster Monat unter 22 °C, mindestens vier Monate über 10 °C (b). Es herrscht Seeklima mit gemäßigtem Sommer.

## Geschichte
Auf dem Gemeindegebiet wurden verschiedene urgeschichtliche Artefakte gefunden, Bronzeäxte, Dolmen, Menhire und Tonscherben. Auf dem Causse Méjean wurden Ausgrabungen durchgeführt. Dabei wurde festgestellt, dass der Tarnon eine Grenze war und das Tal nur langsam erschlossen wurde.
Im Hundertjährigen Krieg (1337–1453) drangen die Engländer durch den Rouergue in die Cevennen vor, dabei wurden die Ortschaften geplündert. Dies hatte einen Rückgang der Bevölkerungszahlen in Vebron bis zum Ende des 15. Jahrhunderts zur Folge.
Im 17. Jahrhundert wurde Vebron reformiert. 1622 fühlten sich die Protestanten bedroht und befestigten die Ortschaft. Aufgrund des Gnadenedikts von Alès wurden die Befestigungsanlagen 1629 zerstört. Der protestantische Baron von Salgas war im Cevennenkrieg involviert, der 1685 nach dem Edikt von Fontainebleau ausbrach. Im Februar 1703 machte der Baron die Bekanntschaft des Kamisarden Abdias Maurel, genannt Catinat. Im Mai darauf wurde der Baron verhaftet und angeklagt, das Massaker in Fraissinet-de-Fourques angeordnet zu haben. Er wurde zur Zwangsarbeit verurteilt, kam erst 1716 frei und ging in die Schweiz, wo er 1717 verstarb. Anne Salièges wurde bereits als Kleinkind mit ihrer Mutter 1701 im Tour de Constance gefangen genommen und kam erst nach 71 Jahren im Jahr 1772 wieder frei und starb später in Vebron.
Im 18. Jahrhundert wuchs die Ortschaft. Haupterwerbszweige waren Woll-, Seiden- und Baumwollverarbeitung. François Lozeran de Fressac war 1790 Maire von Vebron und beschützte das Schloss Salgas, die Adeligen und Geistlichen des Ortes vor den Auswirkungen der Französischen Revolution (1789–1799).
1823 wurde das protestantische Gotteshaus wieder eröffnet. 1843 wurde eine befahrbare Straße von Florac nach Meyrueis gebaut.
Im Zweiten Weltkrieg (1939–1945) versteckte der protestantische Pfarrer Chazel jüdische Flüchtlinge.

## Bevölkerungsentwicklung
| Jahr      | 1962 | 1968 | 1975 | 1982 | 1990 | 1999 | 2009 | 2018 |
| Einwohner | 242  | 249  | 204  | 174  | 188  | 197  | 204  | 209  |

## Gemeindepartnerschaft
Es besteht eine Partnerschaft mit der spanischen Gemeinde Viladrau.

## Kultur und Sehenswürdigkeiten
Der Ortsname hat sich aus dem provenzalischen Wort für „Biber“, Bebrou, entwickelt. Tatsächlich gibt es Biber im Tarnon. Der Biber ist auch das Wappentier der Vebronnais (Einwohner).
Das Festival International du Film de Vébron wird seit 1988 jährlich im Juli veranstaltet. Im August findet der Wettlauf Ronde des Castors (‚Biberrunde‘) statt.

### Gebäude
Das Schloss Salgas stammt aus dem 18. Jahrhundert und befindet sich im Privatbesitz. Es wurde 1991 in das Zusatzverzeichnis der Monuments historiques (‚historische Denkmale‘) eingetragen. Die denkmalgeschützten Teile sind die Fassade, das Dach und die Gärten.
In Vebron gab es die Priorei Saint-Pierre, von der heute nur die Abteikirche erhalten ist. Die meisten klösterlichen Gebäude standen auf dem Causse Méjean.

### Lokale Produkte
Auf dem Gemeindegebiet gelten kontrollierte Herkunftsbezeichnungen (AOC) für Pélardon, Bleu des Causses und Roquefort sowie geschützte geographische Angaben (IGP) für Lammfleisch (Agneau de Lozère) und Geflügel (Volailles du Languedoc).